# Révolution écologique pour le vivant
Pour les articles homonymes, voir REV.
La Révolution écologique pour le vivant (REV) est un parti politique écologiste et  antispéciste français, fondé en 2018 par Aymeric Caron.

## Historique

### Fondation

Ancien logo de la REV.

La création du Rassemblement des écologistes pour le vivant est annoncée dans une tribune publiée dans Le Monde le 8 février 2018, cosignée par Aymeric Caron, Benjamin Joyeux et Malena Azzam. Ils critiquent vertement le principal parti écologique, Europe Écologie Les Verts, qui a d'après eux perdu « la crédibilité nécessaire pour porter le projet d'une société réinventée autour du respect de la planète et de tous ses habitants, humains comme non humains » et dont ils dénoncent une « écologie molle » qui « s'accommode du modèle économique néolibéral et se contente de lutter contre ses conséquences les plus néfastes pour la planète ». Pour porter une « écologie nouvelle » et le respect des animaux, la fondation d'une « nouvelle formation qui défende les intérêts du vivant sous toutes ses formes, le bonheur individuel et collectif, la non-violence, la liberté de chacun à s'épanouir dans sa singularité et dans le respect d'autrui » leur parait essentielle,.
La REV organise sa première réunion le 12 mai 2018 à Paris, en présence de 450 personnes, de personnalités artistiques, ainsi que des associations L214, Sea Shepherd et la Fondation Brigitte-Bardot. Le parti annonce alors avoir 3 000 adhérents. Il revendique 4 000 adhérents à la fin de l'année. En 2020, le parti est renommé en Révolution écologique pour le vivant, conservant le sigle REV.

### Premières participations électorales
Si elle avait présenté à sa fondation l'objectif d'être présent lors des élections européennes de 2019,, la REV renonce finalement à constituer une liste. La raison est financière, d'après Aymeric Caron, et ce, malgré des discussions avec Génération écologie et le Mouvement écologiste indépendant et le refus d'une union par le Parti animaliste — parti exclusivement tourné vers la défense des droits des animaux fondé en 2016. Ce dernier réalise la surprise en obtenant plus de 2 % des suffrages exprimés.
Aux élections municipales de 2020, la REV participe à quelques listes et, à Paris, forme une alliance avec La France insoumise(LFI), qui permet à sa vice-présidente Lamya Essemlali de prendre la tête de liste dans le 14e arrondissement de Paris (3,5 %). La REV présente sa seule liste indépendante à Conflans-Sainte-Honorine dans les Yvelines, conduite par Victor Pailhac, étudiant en philosophie âgé de 18 ans,. Elle obtient 4,2 % et aucun élu. Aux élections régionales qui suivent en 2021, le parti présente une liste en Île-de-France, toujours conduite par Victor Pailhac,. Formée avec le Mouvement hommes animaux nature et le Mouvement citoyen pour la protection animale, la liste de la REV obtient 38 000 voix, soit près de 1,8 %.
À la suite du scrutin, le Révolution écologique pour le Vivant obtient ses premiers élus,
| Nom           | Ville              | Liste | Attribution                                                                    |
| ------------- | ------------------ | ----- | ------------------------------------------------------------------------------ |
| Carine Sandon | Étival             |       |                                                                                |
| Serge Buchet  | Rochefort-en-Terre |       | Délégué à la condition animale, au développement durable et à l’environnement, |

### Élection présidentielle de 2022
En janvier 2022, dans le cadre de la campagne de l'élection présidentielle, une délégation de la REV rejoint le « parlement de l'Union populaire », structure de soutien à la candidature de Jean-Luc Mélenchon,. Le parti participe à la rédaction du programme du candidat sur la question animale — même s'il reconnaît qu'il est moins radical que celui qu'il porte — et passe un accord en amont des élections législatives, qui est reconduit au sein de la Nouvelle Union populaire écologique et sociale.
La REV présente dix candidats, dont Aymeric Caron dans la 18e circonscription de Paris et Victor Pailhac, porte-parole des jeunes, dans la 9e circonscription des Yvelines. En-dehors d'Aymeric Caron, seul élu, les candidats sont positionnés dans des circonscriptions davantage favorables à la droite.

### Élections européennes de 2024
En févier 2024, la Révolution écologique pour le vivant annonce dans un communiqué qu'elle rejoint une liste d'union populaire aux côtés de LFI pour les élections européennes de 2024. Trois membres de la REV figurent sur la liste,, dont Carine Sandon en onzième position.

### Élections législatives de 2024
En juin 2024, la Révolution Écologique pour le Vivant officialise dans un communiqué sa participation au Nouveau Front Populaire pour les législatives de 2024. Parmi les différents candidats et candidates présentés, nous retrouvons Jade Béniguel dans le Morbihan, Laura Vallée-Hans en Seine et Marne, Victor Prandt dans le Rhône, Leslie Mortreux dans le Nord et Aymeric Caron, candidat à sa réélection, dans la 18e circonscription de Paris. 
Aymeric Caron est le seul élu. Il l'est dès le premier tour avec 50,38% des voix, soit avec 8 000 voix de plus qu'au premier tour de 2022.

## Organisation
À sa fondation, les cadres de la REV sont les juristes Benjamin Joyeux et Célia Fontaine, le communicant Jean-Marc Lahaie, ou encore le journaliste Olivier de Vellis.
En 2022, Aymeric Caron est le fondateur de la REV et Lamya Essemlali, présidente de Sea Shepherd et de Rewild, sa vice-présidente.
En 2024, Lamya Essemlali démissionne de son poste de vice-présidente afin de se concentrer sur son engagement de présidente de Sea Sheperd France. Elle déclare cependant continuer à soutenir la REV. 

## Orientation politique
L'une des principales valeurs mises en avant par la REV est l'antispécisme, c'est-à-dire l'opposition au spécisme qui place l'espèce humaine au-dessus des « animaux non-humains ». En ce sens, la REV souhaite, après une période de transition vers « un modèle entièrement végétal », à un droit pour les animaux sensibles à ne pas être tués, ayant pour conséquence la fin de l'élevage pour la viande et l'interdiction de la chasse et de la pêche avec mise à mort,.
Sur les institutions, la REV souhaite l'instauration du scrutin proportionnel aux élections législatives, l'abolition du Sénat ainsi que l'instauration d'une nouvelle chambre législative dénommée « Assemblée naturelle », dont l'objet est de représenter les intérêts des animaux et des espaces naturels, ainsi que « les intérêts actuels et futurs des humains », composée d'élus, de représentants d'ONG et de hauts fonctionnaires,.
Sur le plan économique et social, la REV souhaite « consommer moins pour vivre mieux, travailler moins pour s'épanouir davantage, consacrer du temps libre à la culture, au divertissement et aux relations sociales » ainsi qu'un partage des richesses, ce qui passe par une réduction du temps de travail à 28 heures hebdomadaires, un « revenu d'existence de 2 000 euros par personne, en échange de 20 heures de travail hebdomadaires ou de la poursuite d'un cursus scolaire » et un revenu maximum de 40 000 euros mensuels, avec une imposition à 100% au-delà,. La REV ambitionne également une amélioration des services publics, la réduction des inégalités et l'ouverture progressive des frontières.

## Universités d'été
Comme de nombreux partis, la REV organise depuis 2023 des universités d'été, sous le nom d'UniREVcités. Durant cet évènement, ce sont élus, intellectuels, chercheurs, associations et partenaires politiques qui sont invités pour échanger et débattre.
L'édition 2023 des Unirevcités a eu lieu à Sementron, dans le département de l'Yonne. Parmi les nombreux intervenants, nous retrouvons par exemple Lamya Essemlali, Fatima Ouassak, Rima Hassan, Jean-Marc Gancille, Virginia Markus, Damien Deville, Sébastien Arsac ou Manuel Bompard. 
L'édition 2024 des Unirevcités a eu lieu à Ouches, dans le département de la Loire. La venue du parti antispéciste et de certains intervenants a été mal perçue par les éleveurs et chasseurs locaux qui ont tenté d'empêcher l'évènement par un blocage. On retrouve sur les pancartes et banderoles des opposants les messages suivants : « écologie radicale, famine totale », « pas de véganes dans nos campagnes », « sauvez un paysan, mangez un végane »,,. Parmi les intervenants de cette édition, il y a entre autres Philippe Poutou, Ludivine Bantigny, Kaoutar Harchi, Pierre Rigaux, Elodie Vieille Blanchard, Christine Poupin, Imane Maarfi, Jean-Marie Collin. 

## Résultats électoraux

### Élections législatives
| Année | Premier tour | Premier tour | Second tour | Second tour | Sièges  | Rang | Gouvernement |
| Année | Voix         | %            | Voix        | %           | Sièges  | Rang | Gouvernement |
| ----- | ------------ | ------------ | ----------- | ----------- | ------- | ---- | ------------ |
| 2022a | 97 859       | 0,43         | 115 331     | 0,56        | 1 / 577 | 25e  | Opposition   |
| 2024b | 90 214       | 0,28         | 26 794      | 0,10        | 1 / 577 | 19e  | Opposition   |

- a Au sein de la NUPES.
- a Au sein du Nouveau Front populaire.